# My Heart of Stone
My Heart of Stone (englisch für „Mein Herz aus Stein“) ist das zweite Studioalbum des deutschen Synthie-Pop-Sängers Peter Heppner.

## Entstehung und Artwork
Alle Lieder des Albums wurden von Heppner selbst geschrieben und komponiert, wobei Heppner bei den Kompositionen nur für die Gesangskomposition zuständig war. Mit einer Ausnahme entstanden alle Kompositionen in Zusammenarbeit mit den deutschen Komponisten Dirk Riegner und Lothar Manteuffel. Bereits auf dem Vorgänger solo schrieb Heppner zwei Lieder gemeinsam mit Riegner sowie ein Lied zusammen mit Manteuffel. Nur das Lied Cry Tonight entstammt nicht der Zusammenarbeit des Trios, dieses komponierte Heppner zusammen mit dem deutschen Musikproduzenten Thommy Hein. Produziert und programmiert wurde My Heart of Stone durch Hein, Manteuffel und Riegner. Das Mastering erfolgte durch Master & Servant in Hamburg, unter der Leitung von Tom Meyer. Die Aufnahmen entstanden in den Berliner Thommy Hein Tonstudios von 2011 bis 2012. My Heart of Stone wurde unter dem Musiklabel Polydor sowie den Musikverlagen EMI Publishing, dem Hanseatic MV und Manuskript veröffentlicht und durch Universal Music Publishing vertrieben.
Auf dem Cover des Albums ist – neben Künstlernamen und Albumtitel – ein rotes Herz aus Stein, vor einem schwarzen Hintergrund, zu sehen. Die Rückseite zeigt ebendieses, aus dessen oberen Spitze sich die Titelliste rausschlängelt und das Herz umkreist. Im Inneren befindet sich ein 22-seitiges Begleitheft mit Liedtexten, den Mitwirkenden und Bilder Heppners. Darüber hinaus sind auch einige Karikaturen aus dem Musikvideo zu Meine Welt enthalten. Das Artwork stammt, wie schon oft in der Vergangenheit, erneut von Ulrike Rank.

## Veröffentlichung und Promotion
Die Erstveröffentlichung von My Heart of Stone erfolgte am 18. Mai 2012 in Deutschland, Österreich und der Schweiz. Das Album besteht aus 16 neuen Studioaufnahmen sowie einer Neuauflage und ist als CD sowie Download erhältlich. Neben der regulären Ausgabe erschien zeitgleich eine limitiere „Deluxe Edition“ des Albums. Diese beinhaltet eine Bonus-CD mit einer Auswahl von Gastbeiträgen die Heppner im Laufe seiner Karriere tätigte.
Um das Album zu bewerben, erfolgte unter anderem ein Liveauftritt in der Harald Schmidt Show am 17. April 2012; hierbei präsentierte Heppner zusammen mit Riegner eine Pianoversion von Meine Welt. Am 1. September 2012 hatte Heppner einen Auftritt bei Krömer – Late Night Show im Ersten, wobei er als Zeuge für das erstmalige Treffen zwischen Adel Tawil und seinem „Idol“ Mohammed Mounir fungierte. Des Weiteren untermalte Meine Welt einen Werbespot für die Reality-Seifenoper Berlin – Tag & Nacht auf RTL II, in dem die Darstellerin Pia Tillmann (in ihrer Rolle als „Meike“) zu sehen war. Um das Album weiter zu bewerben, ging Heppner von November 2012 bis April 2013 auf die My Heart of Stone Tournee, bei der er 21 Konzerte in drei Ländern spielte.

## Hintergrundinformation
Heppner selbst beschrieb das Album als „extrovertiert“. Während er bei seinem Vorgänger solo eher „introvertiert“ gewesen sei und mehr sein Innenleben durchstöbert habe, sei bei dieser Platte auch von sich ausgegangen, habe aber ein bisschen nach außen geschaut. Heppner selbst ist der Meinung, dass man dies als Introversion und Extraversion übersetzen könne.
Der Titel My Heart of Stone sei Heppner während der Produktion eingefallen und war zunächst einer von vielen Möglichkeiten. Durch einen Zufall entschied er sich letztendlich zu dem besagten Titel. In seiner Zusammenarbeit mit Ulrike Rank hatte er sich gewünscht, dass sie ein Cover mache, wo auch etwas aus dem Musikvideo zu Meine Welt vorkommt. Mit den ersten Vorschlägen sei er nicht zufrieden gewesen, daraufhin habe Rank noch ein paar Vorschläge gemacht, bei denen das letztendliche Cover dabei war. Es sei ein gewaltiger Zufall gewesen, dass sie auf einem Vorschlag ein Herz aus Stein hatte, während er darüber nachdachte, das Album so zu nennen. Daraufhin habe er sich gedacht: „Wenn es solche Zufälle gibt, sollte ich mich nicht dazwischen stellen.“ Die ganze Produktion stand für ihn „ein bisschen“ unter dem Motto „My Heart of Stone“. Er habe das auch als Frage verstanden, um zu sehen: „Wie sehr ist mein Herz aus Stein? Wie sehr bin ich mit der Zeit abgehärtet?“ Heppner beschäftige sich seit fast 30 Jahren mit sehr ernsten Themen. Themen, bei denen viele sagen, sie lassen das Herz erhärten, sie lassen einen abhärten oder so ähnlich. Da fand er es „ganz gut“, sein Schaffen mal unter diesem Gesichtspunkt zu beobachten. Dabei stellte er fest, dass sein Herz – „Gottseidank“ – gar nicht so aus Stein sei.

## Inhalt
Alle Liedtexte des Albums sind in deutscher oder englischer Sprache verfasst und stammen von Peter Heppner. Die Kompositionen tätigte Heppner allesamt zusammen mit Lothar Manteuffel und Dirk Riegner, lediglich die Komposition zu Cry Tonight entstammt der Zusammenarbeit mit Thommy Hein. Musikalisch bewegen sich die Lieder im Bereich des Electro- und Synthie-Pops. Das Album besteht aus 16 neu eingespielten Titeln sowie einer Coverversion von Meine Welt. Bei der Coverversion handelt es sich um eine „Kinderversion“ des Liedes, in dem der Hauptgesang von den Kindern Carla und Jule stammt, Heppner ist nur im Hintergrund zusammen mit Katrin Sommer zu hören. In der Originalversion stammt der Hauptgesang von Heppner und die beiden Kinder sind im Hintergrund mit Sommer zu hören. Bei den Liedern Prologue, Pénombre Islandaise, D’antan, Au large und Épilogue handelt es sich um reine Instrumentalstücke zwischen den Gesangsstücken. Dieses Prinzip, mit ebenfalls fünf Instrumentalen zwischen den Gesangsstücken, wandte Heppner bereits mit seiner ehemaligen Band Wolfsheim auf dem Album Dreaming Apes an. Bei einem zuvor veröffentlichten Promo-Tonträger zu My Heart of Stone erschien die Komposition Pénombre Islandaise unter dem Titel Iceland Twilight.
Bei dem Lied Deserve to Be Alone wurde Heppner von der US-amerikanischen Sängerin Kim Sanders unterstützt. Eigentlich war das Lied für Sanders gedacht und sollte das erste Werk Hepnners sein, das durch einen anderen Künstler interpretiert wird. Sanders sang das Lied auch in einer Soloversion ein, letztendlich entschieden die beiden sich, das Lied als Duett zu veröffentlichen. Neben dem Hauptgesang von Heppner ist bei Letter from America im Hintergrund die Stimme von Hein zu hören. Die Instrumente wurden größtenteils durch Hein, Manteuffel und Riegner eingespielt. Als zusätzliche Instrumentalisten wurden Boris Matchin am Cello sowie Stefan Pintev und Rodrigo Reichel an der Viola bzw. der Violine engagiert.
| #  | Titel                                                   | Autor(en)                                                                    | Produzent(en)                                  | Länge |
| -- | ------------------------------------------------------- | ---------------------------------------------------------------------------- | ---------------------------------------------- | ----- |
| 1  | Prologue (Instr.)                                       | Peter Heppner, Dirk Riegner, Lothar Manteuffel                               | Thommy Hein, Dirk Riegner, Lothar Manteuffel   | 0:37  |
| 2  | Give Us What We Need (Truth is Not the Key)             | Peter Heppner, Dirk Riegner, Lothar Manteuffel                               | Thommy Hein, Dirk Riegner, Lothar Manteuffel   | 3:38  |
| 3  | Meine Welt                                              | Peter Heppner, Dirk Riegner, Lothar Manteuffel                               | Thommy Hein, Dirk Riegner, Lothar Manteuffel   | 3:24  |
| 4  | Deserve to Be Alone (feat. Kim Sanders)                 | Peter Heppner, Dirk Riegner, Lothar Manteuffel                               | Thommy Hein, Dirk Riegner, Lothar Manteuffel   | 3:19  |
| 5  | Pénombre Islandaise (Instr.)                            | Peter Heppner, Dirk Riegner, Lothar Manteuffel                               | Thommy Hein, Dirk Riegner, Lothar Manteuffel   | 1:25  |
| 6  | God Smoked                                              | Peter Heppner, Dirk Riegner, Lothar Manteuffel                               | Thommy Hein, Dirk Riegner, Lothar Manteuffel   | 3:46  |
| 7  | Whenever I Miss You                                     | Peter Heppner, Dirk Riegner, Lothar Manteuffel                               | Thommy Hein, Dirk Riegner, Lothar Manteuffel   | 4:46  |
| 8  | D’antan (Instr.)                                        | Peter Heppner, Dirk Riegner, Lothar Manteuffel                               | Thommy Hein, Dirk Riegner, Lothar Manteuffel   | 2:06  |
| 9  | I Won’t Give Up                                         | Peter Heppner, Dirk Riegner, Lothar Manteuffel                               | Thommy Hein, Dirk Riegner, Lothar Manteuffel   | 3:52  |
| 10 | A Love Divine                                           | Peter Heppner, Dirk Riegner, Lothar Manteuffel                               | Thommy Hein, Dirk Riegner, Lothar Manteuffel   | 4:06  |
| 11 | Letter from Africa                                      | Peter Heppner, Dirk Riegner, Lothar Manteuffel                               | Thommy Hein, Dirk Riegner, Lothar Manteuffel   | 3:58  |
| 12 | Au large (Intr.)                                        | Peter Heppner, Dirk Riegner, Lothar Manteuffel                               | Thommy Hein, Dirk Riegner, Lothar Manteuffel   | 0:45  |
| 13 | Noch nicht soweit                                       | Peter Heppner, Dirk Riegner, Lothar Manteuffel                               | Thommy Hein, Dirk Riegner, Lothar Manteuffel   | 4:08  |
| 14 | Cry Tonight                                             | Thommy Hein, Peter Heppner                                                   | Thommy Hein, Dirk Riegner, Lothar Manteuffel   | 3:22  |
| 15 | Épilogue (Intr.)                                        | Peter Heppner, Dirk Riegner, Lothar Manteuffel                               | Thommy Hein, Dirk Riegner, Lothar Manteuffel   | 1:07  |
| 16 | Alles klar! (Lied für Wettkämpfe)                       | Peter Heppner, Dirk Riegner, Lothar Manteuffel                               | Thommy Hein, Dirk Riegner, Lothar Manteuffel   | 3:17  |
| 17 | Meine Welt (Kids Edit)                                  | Peter Heppner, Dirk Riegner, Lothar Manteuffel                               | Thommy Hein, Dirk Riegner, Lothar Manteuffel   | 3:26  |
|    | CD 2 (Deluxe Edition)                                   |                                                                              |                                                |       |
| 1  | Reach Out for the Stars (mit Girls Under Glass)         | Axel Ermes, Hauke Harms, Conny Mollison, Volker Zacharias                    | Axel Ermes, Hauke Harms, Volker Zacharias      | 5:28  |
| 2  | Hörst du mein Rufen (Version 2005) (mit Umbra et Imago) | Lutz Demmler, Mozart                                                         | Lutz Demmler                                   | 5:34  |
| 3  | Die Flut (mit Witt)                                     | Peter Heppner, Joachim Witt                                                  | José Alvarez-Brill, Joachim Witt               | 4:12  |
| 4  | Glasgarten (mit Goethes Erben)                          | Oswald Henke, Peter Heppner, Jürgen Jansen, Mindy Kumbalek                   | Jürgen Jansen                                  | 3:58  |
| 5  | Wir sind wir (mit Paul van Dyk)                         | Peter Heppner, Paul van Dyk                                                  | Paul van Dyk                                   | 3:46  |
| 6  | Aus Gold (mit Milù & Kim Sanders)                       | Anke Hachfeld, Peter Heppner, Dirk Riegner                                   | Dirk Riegner, Milù                             | 3:38  |
| 7  | Vielleicht? (mit José Alvarez-Brill)                    | José Alvarez-Brill, Peter Heppner, Henning Verlage                           | José Alvarez-Brill                             | 3:53  |
| 8  | Vorbei (mit Moonrise)                                   | Tom Albrecht, José Alvarez-Brill, Dior Da Silva, Peter Heppner, Marc Kaschke | Thommy Hein                                    | 3:39  |
| 9  | Haus der drei Sonnen (mit Nena)                         | Jörn Uwe Fahrenkrog-Petersen, Carlo Karges                                   | Peter Heppner, Lothar Manteuffel, Dirk Riegner | 3:44  |
| 10 | Genau entgegengesetzt (mit Marianne Rosenberg)          | Marianne Rosenberg, Ken Taylor                                               | Dirk Riegner, Marianne Rosenberg               | 4:44  |
| 11 | Alles klar! (Lied für Wettkämpfe)                       | Peter Heppner, Dirk Riegner, Lothar Manteuffel                               | Thommy Hein, Dirk Riegner, Lothar Manteuffel   | 3:17  |

## Singleauskopplungen
Bereits einen Monat vor der Veröffentlichung von My Heart of Stone erschien mit God Smoked die erste Singleauskopplung des Albums am 11. April 2012. Bei God Smoked handelt es sich um einen Free-Track, der zum kostenlosen Download gegen ein „gefällt mir“ auf Facebook zur Verfügung gestellt wurde. Erstmals wurde das Stück als Teil des Soundtracks zu GOD SMOKED – A Mindtrip with Howard Marks im Jahr 2011 veröffentlicht. Ebenfalls erschien ein Promo-Tonträger zu I Won’t Give Up im Jahr 2012.
Als einzige offizielle Singleauskopplung aus dem Album wurde das Lied Meine Welt am 4. Mai 2012 veröffentlicht. Die Single erschien als digitale und physische 2-Track-Single und beinhaltet das Lied Give Us What We Need (Truth Is Not the Key) als B-Seite. Neben der regulären Version von Meine Welt erschien auch eine Piano-Version des Stückes als Einzeldownload. Die Single schaffte den Charteinstieg in Deutschland und erreichte in vier Chartwochen mit Position 44 seine höchste Notierung.

## Mitwirkende

### Standard Edition
Albumproduktion
- Carla & Jule: Gesang (Lied 17), Hintergrundgesang (Lied 3)
- Thommy Hein: Hintergrundgesang (Lied 11), Instrumentalisierung (Lieder: 1-17), Komponist (Lied 14), Musikproduzent (Lieder: 1-17), Programmierung (Lieder: 1-17)
- Peter Heppner: Gesang (Lieder: 2-4, 6-7, 9-11, 13-14, 16-17), Komponist (Lieder: 1-17), Liedtexter (Lieder: 2-4, 6-7, 9-11, 13-14, 16-17)
- Lothar Manteuffel: Instrumentalisierung (Lieder: 1-17), Komponist (Lieder: 1-13, 15-17), Musikproduzent (Lieder: 1-17), Programmierung (Lieder: 1-17)
- Howard Marks: Gesang (Lied 6)
- Boris Matchin: Cello (Lieder: 1-17)
- Tom Meyer: Mastering (Lieder: 1-17)
- Stefan Pintev: Viola (Lieder: 1-17), Violine (Lieder: 1-17)
- Ulrike Rank: Artwork (Begleitheft und Cover)
- Rodrigo Reichel: Viola (Lieder: 1-17), Violine (Lieder: 1-17)
- Dirk Riegner: Instrumentalisierung (Lieder: 1-17), Komponist (Lieder: 1-13, 15-17), Musikproduzent (Lieder: 1-17), Piano (Lieder: 1-17), Programmierung (Lieder: 1-17)
- Kim Sanders: Gesang (Lied 4)
- Katrin Sommer: Hintergrundgesang (Lieder: 3, 17)

Unternehmen
- EMI Publishing: Verlag
- Hanseatic MV: Verlag
- Manuskript: Verlag
- Master & Servant: Mastering
- Thommy Hein Tonstudios: Aufnahmestudio
- Polydor: Musiklabel
- Universal Music Publishing: Vertrieb

### Deluxe Edition (CD 2)
Die folgende Liste beinhaltet einen Auszug von Mitwirkenden der Deluxe Edition des Albums. Da es sich um eine Kompilation handelt, beschränken sich die Angaben auf die Autoren (Musik und Text), Interpreten (Leadgesang) und Produzenten.
- Tom Albrecht: Komponist (Lied 8)
- José Alvarez-Brill: Komponist (Lied 7-8), Musikproduzent (Lied 3, 7)
- Dior Da Silva: Komponist (Lied 8)
- Lutz Demmler: Komponist (Lied 2), Musikproduzent (Lied 2)
- Axel Ermes: Liedtexter (Lied 1), Musikproduzent (Lied 1)
- Jörn Uwe Fahrenkrog-Petersen: Komponist (Lied 9)
- Anke Hachfeld (Milù): Gesang (Lied 6), Komponist (Lied 6), Liedtexter (Lied 6), Musikproduzent (Lied 6)
- Hauke Harms: Komponist (Lied 1), Musikproduzent (Lied 1)
- Thommy Hein: Musikproduzent (Lied 8, 11)
- Oswald Henke: Gesang (Lied 4), Liedtexter (Lied 4)
- Peter Heppner: Gesang (Lieder: 1-11), Komponist (Lied 3, 5, 8, 11), Liedtexter (Lied 3-8, 11), Musikproduzent (Lied 9)
- Jürgen Jansen: Komponist (Lied 4), Musikproduzent (Lied 4)
- Carlo Karges: Liedtexter (Lied 9)
- Marc Kaschke: Komponist (Lied 8)
- Mindy Kumbalek: Komponist (Lied 4)
- Lothar Manteuffel: Komponist (Lied 11), Musikproduzent (Lied 9, 11)
- Conny Mollison: Komponist (Lied 1)
- Peter Manuel Munz: Gesang (Lied 2), Komponist (Lied 2), Liedtexter (Lied 2)
- Nena: Gesang (Lied 9)
- Timo Peter: Gesang (Lied 8)
- Dirk Riegner: Komponist (Lied 6, 11), Musikproduzent (Lied 6, 9-11)
- Marianne Rosenberg: Gesang (Lied 10), Komponist (Lied 10), Liedtexter (Lied 10), Musikproduzent (Lied 10)
- Kim Sanders: Gesang (Lied 6)
- Ken Taylor: Komponist (Lied 10)
- Paul van Dyk: Komponist (Lied 5), Liedtexter (Lied 5), Musikproduzent (Lied 5)
- Henning Verlage: Komponist (Lied 7)
- Joachim Witt: Gesang (Lied 3), Komponist (Lied 3), Liedtexter (Lied 3), Musikproduzent (Lied 3)
- Volker Zacharias: Gesang (Lied 1), Komponist (Lied 1), Musikproduzent (Lied 1)

## Rezeption

### Rezensionen
Das deutschsprachige Online-Magazin laut.de bewertete das Album mit drei von fünf Sternen. Kai Butterweck beschrieb das Album „beschwingter“ sein Vorgänger. Das liege aber weniger an „elementaren klanglichen Veränderungen“, sondern vielmehr an einer fast durchgehend präsenten positiven Stimmung, die sich durch das Album ziehe. Selbst die nachdenklichsten Momente in Liedern wie Meine Welt, Whenever I Miss You oder Noch nicht soweit ließen eher „Kämpfer- und Hoffnungsherzen“ pochen, als tieftraurigen Gefühlen eine Plattform zu geben. Heppners „zartbesaitetes“ und stets „leicht verbittert klingendes Organ“ betöre dabei wie „eh und je“ und entführe den Hörer in schöner Regelmäßigkeit in „Luftblasen-Gefilde“, fernab von „Stress und Alltagshektik“. Es gehe „gemächlich“ zu. „Druckvoll und tanzbar“ würde es nur selten werden. Am ehesten noch auf Stücken wie Give Us What We Need, God Smoked oder Letter from Africa, wenn sich „luftig-leichter Frohsinn“ breitmacht und „trippelnde Rhythmik“, wenn „ausgefahrene Synthies zum Dancefloor bitten“. Doch Stimmung sei nicht alles. Auch wenn sowohl die „flotteren“ wie auch die „seichteren Ergüsse“ in puncto Gefühl eher zur Erhellung des Alltages beitragen, so verdunkele sich das Firmament jedoch mit zunehmender Dauer hinsichtlich der gewählten Instrumentierung. Die sei teilweise „dermaßen altbacken und überholt“, dass man sich fragen müsse, ob Heppner bei aller Stimmungsarbeit völlig vergessen hätte, dass wir mittlerweile das Jahr 2012 hätten und uns nicht erst in sechs oder sieben Jahren am Jahrtausendwechsel erfreuen. „Beats aus der Retorte, Synthie-Flächen ohne Volumen und strukturelle Eintönigkeit“ hinterließen einen „faden Beigeschmack“, sobald man sich mit dem musikalischen Fundament auseinandersetze. Frei von „Ecken und Kanten“ webe sich ein „Standard-Klangteppich“ an den Nächsten, so dass man beim Einsetzen von Heppners Gesangspartnerin Sanders auf Deserve to Be Alone oder bei den überraschend eingestreuten Gitarren-Elemente auf D’antan fast schon erschricke, ob der Neuerungen im ansonsten „festgefahrenen Klangbild“ des Albums. Mit „ein bisschen“ mehr Sinn für den „Zeitgeist“ und einer „Prise“ mehr Mut bei der Vertonung hätte My Heart of Stone ein großes Werk werden können. So „berauschen“ primär die einzigartigen Gefühlswelten auf Heppners Zweitwerk. Davon gäbe es aber „zum Glück“ genug.
Andreas Schulz von musikreviews.de vergab 13 von 15 Punkten für My Heart of Stone. Das Album erinnere an Wolfsheim-Zeiten, das würde bereits nach dem Intro „deutlich“. Das „textlich pessimistische“ Give Us What We Need (Truth Is Not the Key) sei nichts anderes und gäbe die Richtung, in die das Album grundsätzlich gehe, vor. Dabei blicke Heppner auch immer wieder nach links und rechts, integriert Gitarren (wie im „rockigen/kämpferischen“ I Won’t Give Up) oder lasse es in God Smoked auch mal experimenteller zugehen, ohne auf Eingängigkeit zu verzichten. Bei Letter from Africa übertreibe er es dahingehend etwas. Meine Welt beschrieb Schulz als schönen Titel, weil er so naiv sei. Die Kinderversion des Liedes sei aber schon „zu viel Zuckerguss“, aber immer noch in sich stimmig. Der zweite Bonustrack habe den seltsamen Titel Alles klar! (Lied für Wettkämpfe) und klinge so, als hätte Heppner den Auftrag bekommen, eine Sporthymne für die anstehende Fußball-EM zu schreiben. Man dürfe sich nicht wundern, wenn man seine Stimme demnächst öfter mal bei ARD und ZDF zu hören bekäme. Deserve to Be Alone lebe von seinem „bitteren Text“ und der „sehr schwermütigen Stimmung“. Whenever I Miss You sei dagegen großer „Drama-Pop“. Wer gerade eine Trennung hinter sich hätte, sollte das „spärlich instrumentierte“, „traurige“ Noch nicht soweit „skippen“ (engl. ‚überspringen‘) oder schon mal eine Packung Taschentücher bereithalten. A Love Divine beschrieb Schulz als „introvertiert“, die Instrumentale als „stimmungsvoll“. Schulz habe selten eine Stimme gehört, die eine so entspannende, beruhigende und wohltuende Wirkung auf ihn hat. Das gehe so weit, dass jegliche „Objektivität“ ihn verlasse, wenn es darum ginge, seine Musik zu beurteilen. Vielleicht sei My Heart of Stone hier und da trotz der Rückbesinnung auf die eigene musikalische Historie ein bisschen zu sehr auf Mainstream gestriegelt – was Schulz egal sei.
Das deutschsprachige E-Zine Plattentests.de bewertete My Heart of Stone mit sieben von zehn Punkten. Oliver Ding von der Online-Redaktion ist der Meinung, dass My Heart of Stone genauso wenig ein künstlerischer Befreiungsschlag sei, wie es solo war. Dass Produzent Thommy Hein auch schon Bushido, Kool Savas und Corvus Corax und vor den Reglern hatte, sei die erwartbar zu vernachlässigende Fußnote. Von Dave Gahan erwarte auch niemand sich von Depeche Mode zu lösen. Also triffe Heppners „warmer“, aber bisweilen „resignierter Gesang“ auf gewohnt „unterkühlte Elektronik“. Das funktioniere bei Give Us What We Need (Truth Is Not the Key) oder dem auf „Vintage-“Violator”-Sounds“ ruhenden God Smoked „gewohnt“ prächtig. Zwischen „flackernden“ Balladen wie Deserve to Be Alone oder dem „niedergeschlagenen“ Noch nicht soweit baue Heppner „kunsthandwerkliche“ Instrumentalstückchen ein. Die seien meist „hübsch“, was vor allem daran liege, dass sie vorbei seien, bevor sie nerven könnten. Es sei Heppners „nasaler Bariton“, der die notwendige Schöpfungshöhe selbst dann mitliefere, wenn er das Hamburger Telefonbuch vorläse. So wird aus dem „vergnüglich prickelnden“ Whenever I Miss You „nachdrücklicher Pop“, Letters from Africa „blinkt verspielt“ ins Moll und „mopst“ genau jenen Gitarrensound, mit dem Coldplay damals für Talk bei Kraftwerk klauten. Das „treibende“ I Won’t Give Up rocke das Haus, für einen bestimmten Wert von Rock, in dem nicht allzu viele Gitarren vorkämen. „Natürlich“ sei Heppner angreifbar. Wenn er zum Beispiel im Stück Meine Welt naive Bilder male und von einer Welt aus Kinderaugen erzählt. Doch bevor der Spott gehässig werden könne, setzt er ein trotziges „Und träumen darf ich ja wohl noch!“ entgegen und garniert die treffliche Synthetik mit jeder Menge „Dadadamms“. Das sitze, weil Pop eben übers Ohr und nicht übers Hirn funktioniere. Verglichen mit seinem Vorgänger gerate My Heart of Stone zugänglicher, weil Heppner auf die ganz großen Gesten und das noch größere Pathos verzichte. Der Anteil von schwarzem Kajal und engen Lederkorsagen würde auf Heppners Konzerten weiter zurückgehen. Die „Herrschaften“ könnten dann bei Unheilig mit dem Schicksal hadern.

### Chartplatzierungen
My Heart of Stone erreichte in Deutschland Position sechs der Albumcharts und konnte sich insgesamt eine Woche in den Top 10 sowie fünf Wochen in den Charts halten. In Österreich erreichte das Album in einer Chartwoche Position 47 und in der Schweiz ebenfalls in einer Chartwoche Position 64 der Charts. Für Heppner ist dies der zweite Charterfolg als Solo-Künstler in Deutschland sowie jeweils der erste in Österreich und der Schweiz. In Deutschland ist es zugleich sein zweiter Top-10-Erfolg.